# 夏彩戀歌
《夏彩戀歌》是由Studio綠茶（すたじお緑茶）在2016年11月25日發售的戀愛冒險類型成人遊戲。

## 故事
神木一真和月夜野悠那兩人不想接受家人安排的結婚對象，於是悠那便找一真假裝成情侶方式來推辭，但卻意外被其他在場的小鳥遊光、神木彩花、諏訪紫苑目擊到而引起一場騷動。

## 角色
神木一真
本作的男主角，從小受到曾祖父的嚴格管教，由於疾病關係而能過著一般生活，目前雙親在國外工作與妹妹同住。
月夜野悠那（聲優：小鳥居夕花）
一真的同學，朋友很少喜歡玩遊戲。由於不想接受父親介紹的對象，便找剛好也在場的一真向對方謊稱是情侶。
小鳥遊光（聲優：秋野花）
一真的同學和青梅竹馬，西式餐廳「luce」的女兒，總是將一真當作弟弟對待。
神木彩花（聲優：桃山いおん）
一真的妹妹，過去由於曾祖父關係被安排就讀全住宿制學校，直到曾祖父過世後才與哥哥同住。
諏訪紫苑（聲優：藤森ゆき奈）
一真的未婚妻，來至九州的名家大小姐。

## 主題曲
遊戲的片頭曲「夏戀」（ナツコイ）是由擔任作曲、編曲，Duca擔任作詞、主唱。

## 評價
《夏彩戀歌》在日本美少女游戏与动画相关商品销售网站Getchu.com的2016年11月销量榜上排名第3名；2016年全年排名第35名。

## 外部連結
- 官方網站 （页面存档备份，存于）すたじお緑茶（日語）